# Dylan Thomas
Dylan Marlais Thomas (født 27. oktober 1914 i Swansea, Wales, død 9. november 1953 New York City, New York) var en walisisk poet.
Efter nogle år i London, vendte han tilbage til sit hjemland Wales. Dylan Thomas regnes mange af for en af 1900-tallet store forfattere. Han skrev digte, noveller, filmmanuskripter og radiospil, ofte havde Thomas selv roller i sine radiospil. Hans oplæsninger for publikum blev hyldet især i USA, Thomas' dyb formulerede og sommetider udfordrende, stemme blev næsten lige så rost som hans værk. Han skrev både traditionelle og moderne digte. Til Thomas mest velkendte værker hører stykket Under Mælkeskoven, som havde urpremiere for BBC i 1954 og som blev filmatiseret i 1973. Hans mest berømte digt er den kraftfulde villanelle Do not go gentle into that good night fra 1951, om Thomas døende fader, ligesom Portræt af kunstneren som hvalp, en roman med selvbiografiske træk.
Dylan Thomas havde problemer med penge og alkoholisme i sit voksne liv. Han døde i 1953 under en oplæsningsturné i New York, da han var alvorligt alkoholiseret. Hans sidste ord siges at have været "I've had eighteen straight whiskies, I think that's the record ...".
Skuespilleren Dylan Sprouse er opkaldt efter ham.
Bob Dylan (egtl. Robert Zimmerman) har taget sit efternavn fra digterkollegaen.

## Værker i udvalg
- 1940 - A Portrait of the Artist as a Young Dog (Portræt af kunstneren som hvalp, oversat af Jørgen Andersen og Jørgen Nash, ISBN 87-00-08421-2)
- 1953 - Adventures The In The Skin Trade (En pelshandlers eventyr, oversat af Erik Thygesen, )
- 1954 - Under Milkwood: A Play fór Voices (Under Mælkeskoven. Et spil for stemmer, oversat af Karsten Sand Iversen, ISBN 978-87-7695-196-2)